# Archegozetes magnus
Archegozetes magnus är en kvalsterart som först beskrevs av Sellnick 1925.  Archegozetes magnus ingår i släktet Archegozetes och familjen Trhypochthoniidae.

## Underarter
Arten delas in i följande underarter:
- A. m. magnus
- A. m. mediosetosus